# Polycyrtus lucidator
Polycyrtus lucidator là một loài tò vò trong họ Ichneumonidae.